# Rachelsee
Der Rachelsee ist einer von drei Karseen des Bayerischen Waldes. Er liegt im äußersten Norden des Gemeindegebiets von Sankt Oswald-Riedlhütte. Auf der tschechischen Seite dieses ausgedehnten Waldgebietes befinden sich im Böhmerwald weitere fünf Karseen. Die Seen und das umliegende Gebiet wurden bereits 1918 zum Naturschutzgebiet erklärt.

## Beschreibung
Der Rachelsee am Fuße und gut 800 Meter südöstlich des Großen Rachel ist der stillste Bayerwaldsee und nur auf Fußwegen zu erreichen. Er wird ebenso wie der Große Arbersee von einer steilen Seewand überragt. Unter der dunkelbraun gefärbten Wasseroberfläche verbirgt sich eine Tiefe von 13,5 m. Der 5,7 Hektar große See ist wegen seines Mangels an Kalksalzen und der Bodenversauerung arm an Wassertieren. Um den See herum hat sich, da seit der Einrichtung des Naturschutzgebietes hier kein Baum mehr gefällt wurde, ein Urwald gebildet, der nur auf einem Urwaldlehrpfad durchquert werden darf.
Der See entstand in der Würmeiszeit als eiszeitlicher Karsee, nachdem die Schmelzwässer des geschmolzenen Rachelgletschers durch einen Wall von Moränen aufgestaut wurden. Der geologische Untergrund besteht vor allem aus Gneis. Im Norden erhebt sich die Seewand, ebenfalls am Nordrand liegt eine etwa zehn Meter breite Verlandungszone. Das nördliche Becken erreicht eine Wassertiefe von bis zu drei Metern, das von einer unter dem Wasserspiegel liegenden Felsbarriere getrennte südliche bis zu 13 Metern. Der gesamte Seeboden ist mit einem bis zu 6,5 Metern mächtigen, tonig-schluffigen Lockersediment ausgekleidet, das in seinen oberen Lagen reich an Holzteilen ist.
Das vordere Becken wird durch eine steil abfallende Endmoräne abgedämmt. Zu- und Abfluss ist der Seebach, der in etwa 1300 Metern Höhe an der Seewand entspringt und einer der Quellbäche der Großen Ohe ist. Durch die geschützte Lage des Sees hat der Wind wenig Zutritt, so dass kaum eine Durchmischung der obersten Wasserschichten stattfindet.
Der Rachelsee ist wegen seines Einzugsgebiets im Bergfichtenwald aufgrund ausgeschwemmter Huminsäuren von Natur aus ein saures Gewässer. Der normalerweise um 5 liegende pH-Wert sank bis zum Jahr 1987 auf durchschnittlich 3,8, stieg danach aber wieder auf 5. Im See wurden unter anderem Larven von Köcherfliegen, Schlammfliegen und Libellen sowie verschiedene Algen und Mikroorganismen gefunden. Die spärlichen Wasserpflanzen sammeln sich vor allem in der Verlandungszone der Nordbucht. Festgestellt wurden Schnabelsegge, Rasenbinse und mehrere Moosarten.
Am Südufer steht die Rachelsee-Schutzhütte. Im Norden steht auf einem Felsvorsprung gut 140 Meter oberhalb des Rachelsees die Rachelkapelle, die über den Kapellensteig zu erreichen ist.

## Erschließung
Der See ist bereits in der Landkarte des Philipp Apian von 1568 eingetragen. 1835 wurde er um etwa einen Meter aufgeschüttet, um ihn als Triftklause zu nutzen. Damals wurde auch ein Triftkanal zwischen dem Rachelsee und dem vermoorten Alten See erbaut.
Die wohl älteste Zeichnung stammt von Bernhard Grueber in dem grundlegenden Werk Der bayrische Wald (Böhmerwald) von Bernhard Grueber und Adalbert Müller aus dem Jahr 1846. Dort wird der Rachelsee so beschrieben:
„Die größte Merkwürdigkeit dieses Berges ist der über 3000' hoch liegende See, welcher wohl Aehnlichkeit mit dem des Dreisesselberges hat, jedoch noch viel abgelegener und schauerlicher ist. In einem Kessel, bis zu dessen Grunde selbst im Hochsommer das Tageslicht nur mit Mühe eindringt, breitet er seinen tiefschwarzen, melancholischen Wasserspiegel aus, umrandet von nie berührtem Urwalde. Tausende von abgestorbenen Bäumen starren mit dürren, gebleichten Aesten, gleich Gerippen von Riesenleibern, am Ufer empor, aber Tausende, von den Stürmen niedergeworfen, liegen mit halbem Stamme in den stygischen Fluthen begraben. Es geht eine Sage, in der Tiefe des Rachelsee’s wohnten Fische ohne Augen; die Wahrheit ist, daß gar kein lebendes Wesen in ihm gefunden wird.“
Grund für die Mengen von toten Bäumen war das Aufstauen des Sees. Dadurch standen die Bäume am östlichen Ufer im Überschwemmungsbereich. Nachdem sie abgestorben waren, stürzten sie in den See. Am Seegrund liegen auch heute viele Bäume.
Gümbel 1868 und Thiem 1905 erwähnten ebenfalls das Fehlen von Fischen. Gümbel wies allerdings auf das Vorhandensein zahlreicher Kleinlebewesen im See hin, das später wiederholt bestätigt wurde.
Das 106, 5 ha große Naturschutzgebiet Rachel mit Rachelsee wurde durch Bekanntmachung des Staatsministeriums des Innern vom 20. Juni 1950, StAnz. Nr. 25 geschaffen. Es umfasste Rachelsee, Seewand und Gipfel des Rachel. 1970 ging es im Nationalpark Bayerischer Wald auf. Dieser errichtete am See einen eiszeitlichen Lehrpfad.
Eine beträchtliche Anzahl von Sagen rankt sich um den See, die Reinhard Haller 1983 in seinem Buch Natur und Landschaft, Sagen aus dem Bayerischen Wald niedergeschrieben hat. Alle diese Erzählungen stellen den See als Behausung von verwunschenen Seelen dar, die wieder erscheinen, wenn sie in ihrer Ruhe gestört werden.
1989 unternahm Cletus Weilner mit seiner Crew sechs Tauchabstiege in den See, ein weiterer folgte 1995.

## Fotogalerie

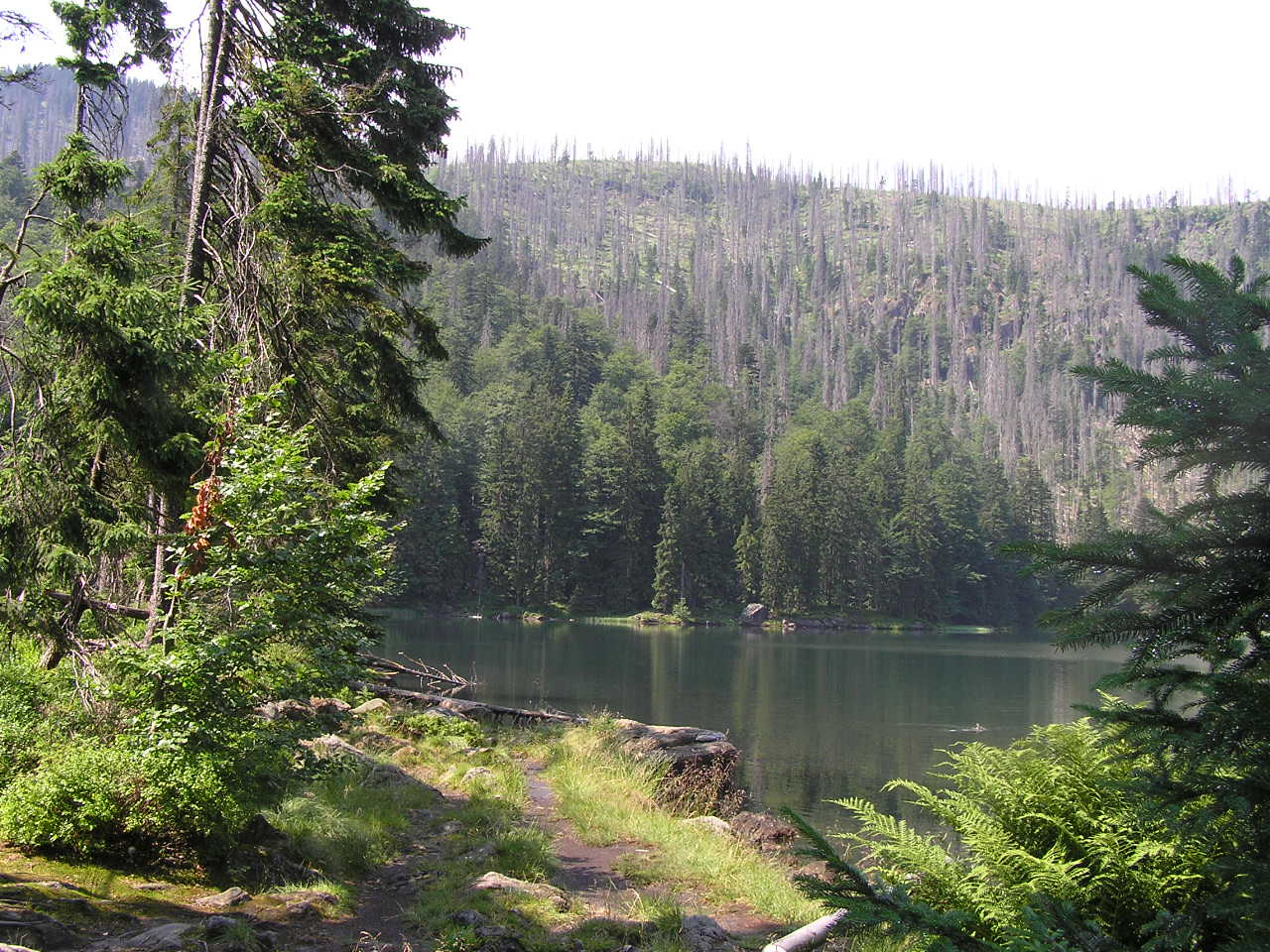
Rachelsee
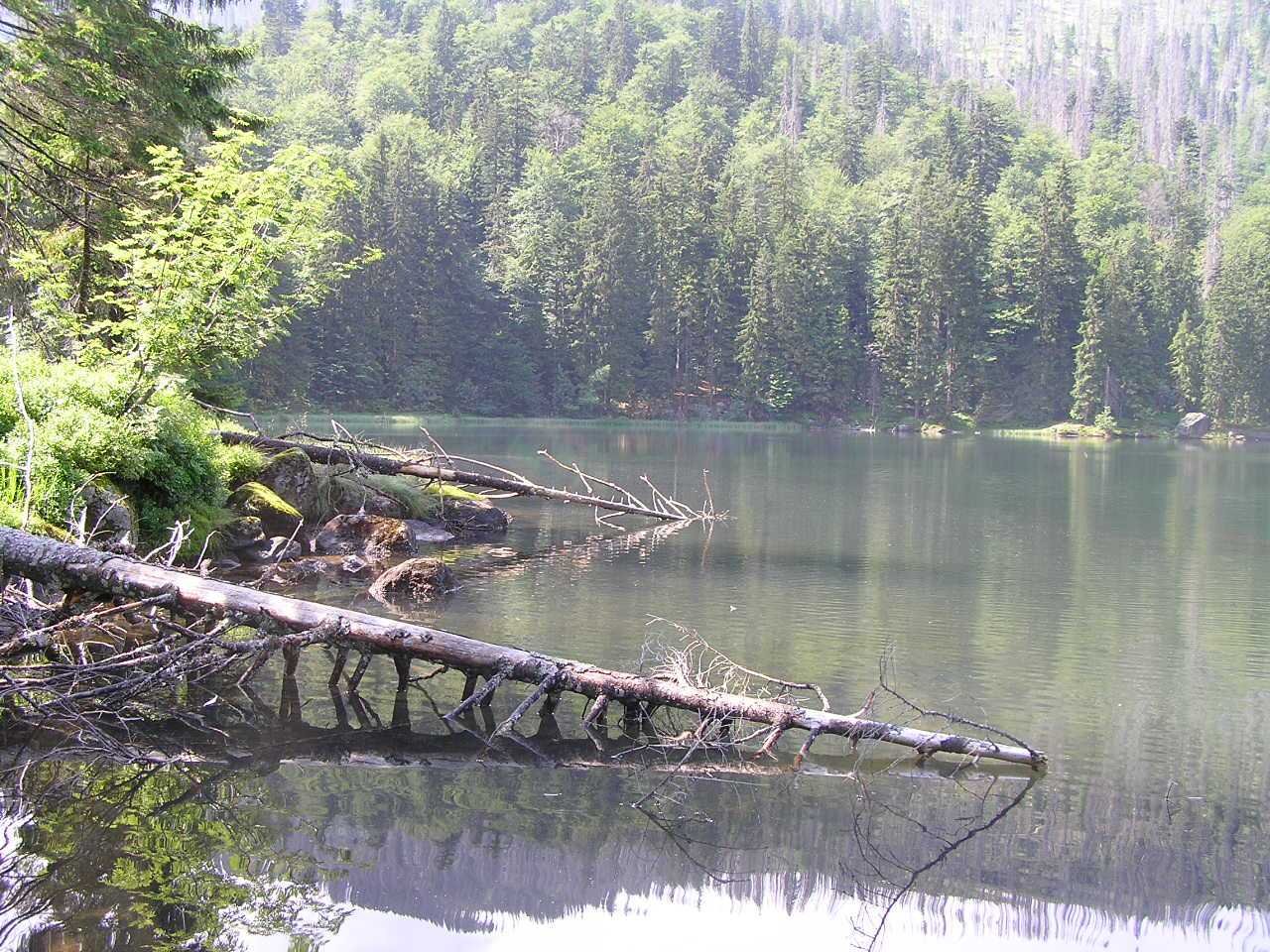
Rachelsee 2
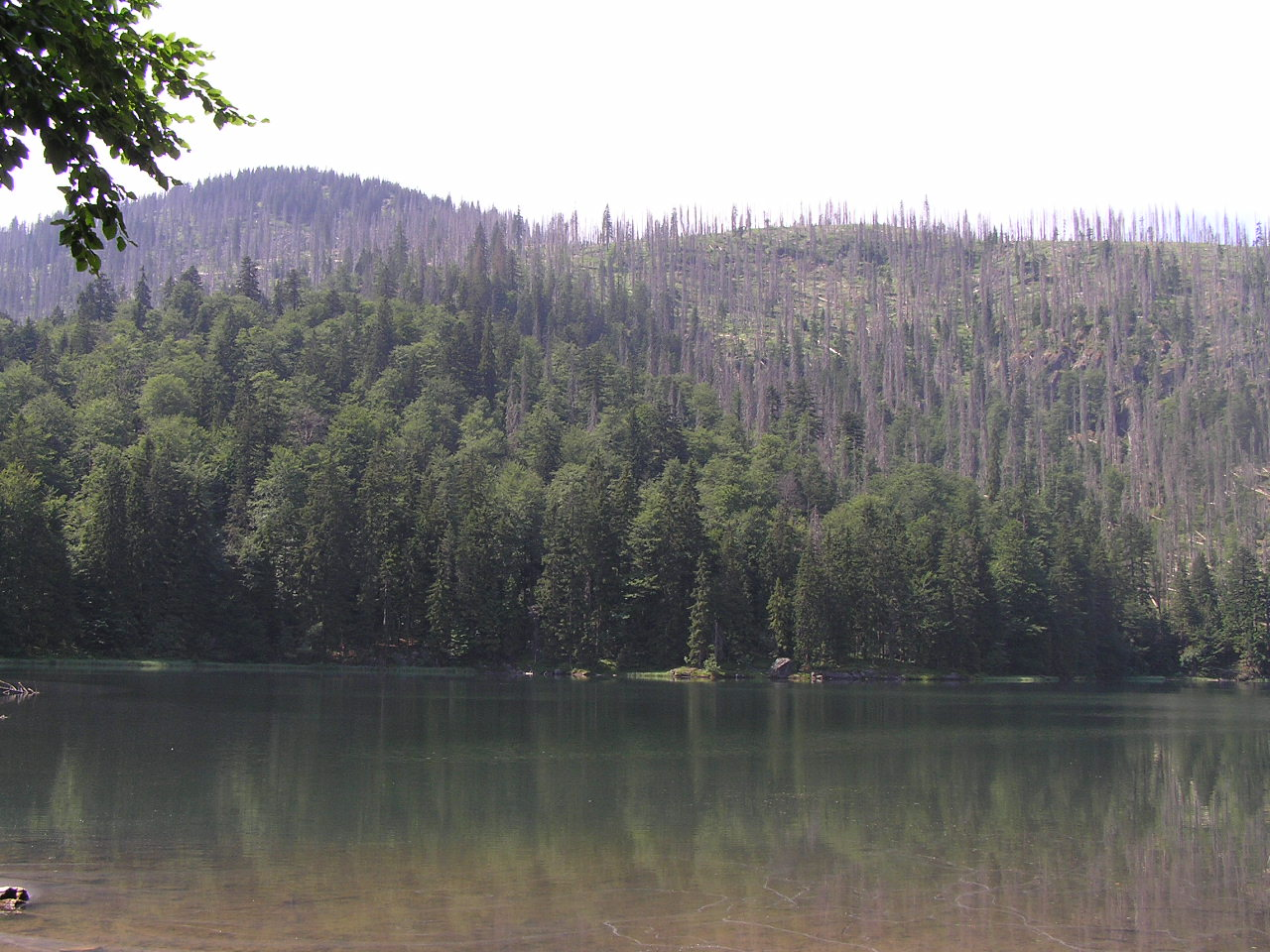
Rachelsee
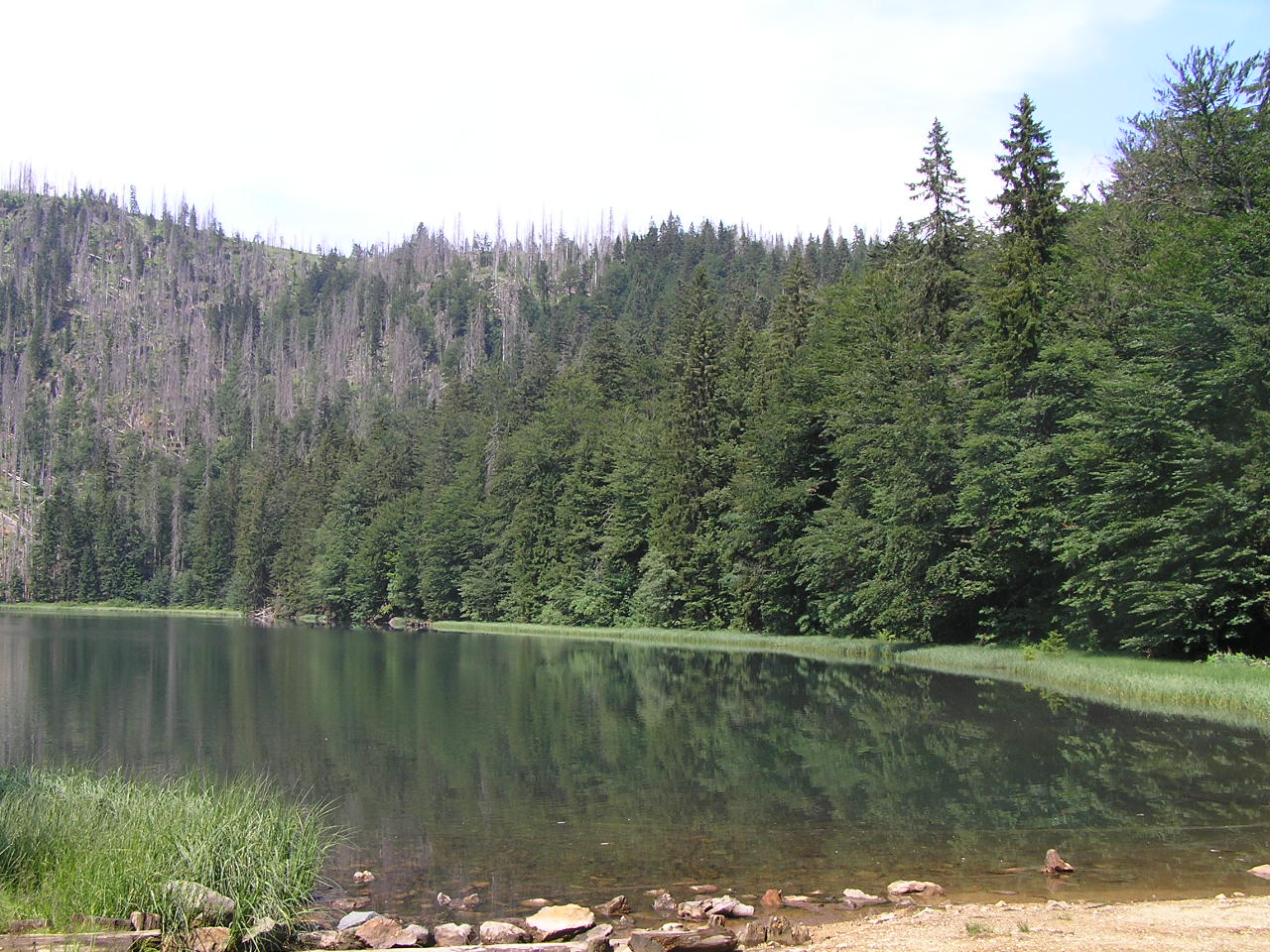
Rachelsee 2